# Josh Hartnett
Joshua Daniel Hartnett (Saint Paul, 21 de julho de 1978) é um ator e produtor norte-americano. Ganhou destaque pela primeira vez em 1997 por seu papel como Michael Fitzgerald na série de televisão de drama criminal Cracker.
No cinema, sua estreia ocorreu em 1998, no filme de terror Halloween H20: 20 Anos Depois, seguido por papéis em filmes como o horror de ficção científica The Faculty (1998) e o filme de drama The Virgin Suicides (1999).
Hartnett teve papéis principais no filme de guerra Pearl Harbor, no drama O, no filme de guerra Black Hawk Down (todos em 2001), na comédia romântica 40 Dias e 40 Noites (2002), e no thriller de crime Lucky Number Slevin (2006) entre outros. Ainda em 2006, estrelou o thriller de crime neo-noir The Black Dahlia. Em seguida, apareceu no drama Resurrecting the Champ (2007), no filme de terror de vampiros baseado em novela gráfica 30 Dias de Noite (2007) e no atmosférico thriller neo-noir I Come with the Rain (2009).
De 2014 a 2016, estrelou como Ethan Chandler na série de TV de terror Penny Dreadful, pelo qual foi indicado ao Prêmio Fangoria Chainsaw. Em 2023, retratou Ernest Lawrence no thriller biográfico de Christopher Nolan Oppenheimer.

## Primeiros anos
Josh nasceu em Saint Paul, no Minnesota, embora algumas fontes, segundo ele mesmo afirmou, erroneamente citam San Francisco. Filho de Daniel Thomas Hartnett e Wendy Anne (née Kronstedt), ele foi criado por seu pai, que era gerente de construção e ex-guitarrista de Al Green, e por sua madrasta, Molly, uma artista. Ele tem três irmãos mais novos chamados Jake, Joe e Jessica. Hartnett foi criado como católico romano, frequentando Nativity of Our Lord Catholic School.
Na Minneapolis South High School, ele jogava futebol americano, mas uma lesão no joelho o forçou a sair do time aos 16 anos. Ele passou a experimentar teatro juvenil, atuando em produções de The Adventures of Tom Sawyer e Guys and Dolls e chamou a atenção de um olheiro de talentos. Originalmente interessado em se tornar um pintor, ele decidiu se tornar um ator de cinema enquanto trabalhava em uma locadora de vídeo, onde teve contato com filmes como Trainspotting, 12 Monkeys, e The Usual Suspects.

## Carreira

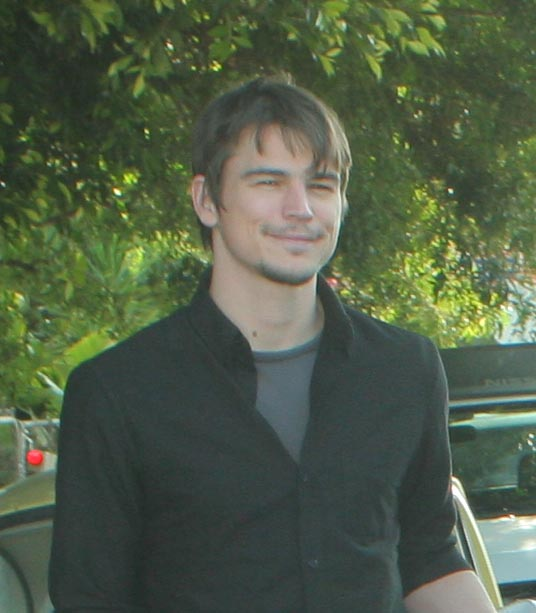
Hartnett em 2007

Após se formar no ensino médio em 1996, ele se mudou para Nova Iorque para frequentar o Conservatório de Teatro e Cinema da Universidade Estadual de Nova Iorque em Purchase. Ele foi expulso após escrever uma carta ao diretor dizendo que o sistema de avaliação da faculdade reprimia a criatividade dos alunos. Aos 19 anos, Hartnett se mudou para Los Angeles por recomendação de sua agente, Nancy Kremer, que já o havia ajudado a conseguir comerciais de televisão. Pouco depois de chegar, ele teve uma oportunidade improvável, conseguindo um papel na série de drama de curta duração Cracker na ABC. Seu primeiro filme foi Halloween H20: 20 Years Later, no qual interpretou o filho da personagem Laurie Strode. Lançado em 5 de agosto de 1998, o filme foi bem nas bilheterias.

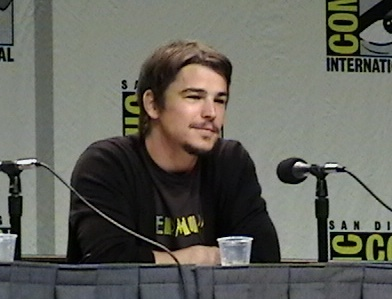
Josh Hartnett em 2007, promovendo o filme 30 Days of Night

Hartnett então desenvolveu uma carreira bem-sucedida no cinema, aparecendo em filmes importantes como The Faculty, Black Hawk Down, Lucky Number Slevin e Pearl Harbor. Nesse período, ele foi promovido como um teen idol e um possível superastro; sua inquietação com essa imagem pública eventualmente o levou ao desencanto de buscar papéis em filmes de alto perfil. Ele estava originalmente escalado para interpretar o papel de Tino em Deuces Wild (Ruas Selvagens), mas desistiu para estrelar Pearl Harbor. Em 2002, ele estrelou O, uma adaptação da peça Othello de William Shakespeare ambientada em uma escola secundária americana, como Hugo, a versão do filme de Iago. No início dos anos 2000, Hartnett foi abordado várias vezes para interpretar o papel de Clark Kent / Superman em um projeto originalmente dirigido por Brett Ratner, mas sempre recusou, não querendo se comprometer com um papel previsto para durar dez anos. Hartnett disse sobre sua decisão: "Não era o tipo de filme que eu queria fazer. Recusei outros papéis de super-herói também." Ele também recusou o papel de Batman no filme de Christopher Nolan Batman Begins, que acabou indo para Christian Bale.
Hartnett foi escolhido como um dos "21 Hottest Stars Under 21" da revista Teen People em 1999, um dos "25 Hottest Stars Under 25" da Teen People e um dos "50 Most Beautiful People" da revista People, ambos em 2002. Ele também foi votado como o "3º Homem Mais Sexy" da revista Bliss e, em 2003, a PETA o nomeou o Vegetariano Mais Sexy Vivo, conforme escolhido pelos eleitores.
Um dos próximos filmes de Hartnett foi o drama-mistério de 2006 The Black Dahlia, no qual interpretou um detetive investigando o notório assassinato da garçonete Elizabeth Short. Hartnett havia sido escalado para o papel cinco anos antes da produção do filme, permanecendo comprometido em aparecer no filme porque gostava do tema.
Entre seus papéis em 2007 estavam Resurrecting the Champ e o filme baseado em graphic novel 30 Days of Night, no qual interpretou um xerife de uma pequena cidade. Hartnett descreveu o segundo filme como "sobrenatural, mas meio que um faroeste". Ele estava escalado para interpretar o trompetista Chet Baker no filme The Prince of Cool, mas não concordou com as ideias do produtor e deixou o projeto.

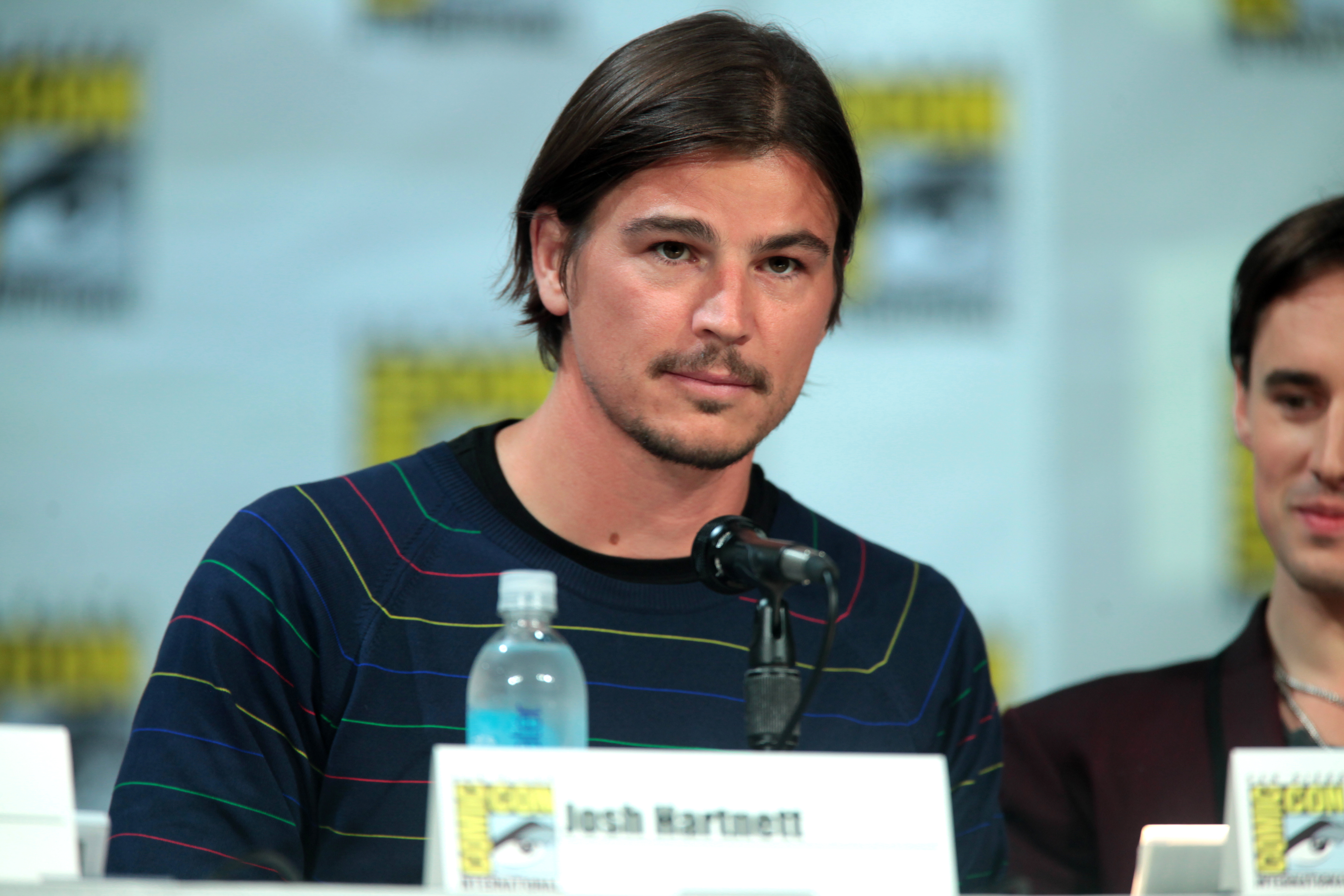
Hartnett no painel de Penny Dreadful, na Comic-Con de 2014 em San Diego

Em 2008, Hartnett interpretou Charlie Babbit na adaptação teatral do vencedor do Academy Award de Barry Morrow Rain Man no Apollo Theatre no West End de Londres. Ele estrelou a nova campanha da fragrância Emporio Armani, "Diamonds for Men", sendo destaque tanto em anúncios impressos quanto de TV para a fragrância, tornando-se assim o primeiro homem famoso a representar a Giorgio Armani Beauty. Ele foi destaque em muitas capas de revistas, como Cosmogirl, Details, Entertainment Weekly, Girlfriend, Seventeen, Vanity Fair, GQ e Vman, além de estar em outras revistas como Vogue, Elle, People, Glamour, In Touch e InStyle.
Em 2009, Hartnett dirigiu o videoclipe da música do rapper Kid Cudi intitulada "Pursuit of Happiness".
Em 2013, Hartnett foi convidado de honra no Off Plus Camera.
Em 2014, ele foi escalado para o papel de Ethan Chandler na série de terror gótico Penny Dreadful, que foi filmada em locações ao redor de Dublin e Irlanda. Posteriormente, o personagem de Hartnett foi revelado como Lawrence Talbot / o Lobisomem, que havia mudado seu nome para se distanciar de sua família.
Hartnett estrelou o filme de drama e vingança de Guy Ritchie em 2021 Wrath of Man em um papel de apoio antes de Ritchie escalá-lo para seu próximo filme Operation Fortune: Ruse de Guerre. Em janeiro de 2022, Hartnett foi escalado como Ernest Lawrence no filme Oppenheimer de Christopher Nolan. Em julho de 2022, ele se juntou à sexta temporada de Black Mirror.

## Ativismo
Josh Hartnett já esteve envolvido em várias causas. Em 2007, fez uma pausa na carreira para apoiar a campanha "Global Cool" que promovia um estilo de vida mais favorável para o meio ambiente.
Em 2011, tornou-se numa das celebridades ligadas à campanha FWD da USAID e da Ad Council. A campanha consistia num alerta para a seca que nesse ano assolou a África Oriental.
Em 2012, juntou-se à campanha de Barack Obama, no Minnesota, e participou em vários eventos, incluindo a "Cimeira da Juventude Minnesota Greater Together" onde manifestou publicamente o seu apoio ao Presidente. Participou ainda de uma sessão de perguntas e respostas com Barack Obama no Centro de Antigos Alunos da Universidade do Minnesota.

## Vida pessoal
Namorou com a atriz Scarlett Johansson durante um ano, depois de a conhecer enquanto filmavam o filme Black Dhalia.
Em dezembro de 2015 nasceu a sua primeira filha, fruto do seu relacionamento com a atriz britânica Tamsin Egerton.

## Filmografia

### Cinema
| Ano  | Título                            | Papel                         | Notas |
| ---- | --------------------------------- | ----------------------------- | --- |
| 1998 | Debutante                         | Bill                          | Curta-metragem |
| 1998 | Halloween H20: 20 Years Later     | John Tate                     | Nomeação — Blockbuster Entertainment Award de Estrela em Ascensão Masculina Nomeação — MTV Movie Award de Melhor Desempenho de Estrela em Ascensão                           |
| 1998 | The Faculty                       | Zeke Tyler                    | Nomeação — Saturn Award de Melhor Desempenho de um Jovem Ator |
| 1999 | The Virgin Suicides               | Trip Fontaine                 | |
| 2000 | Here on Earth                     | Jasper Arnold                 | Nomeação — Teen Choice Award de Melhor Desempenho de Estrela em Ascensão |
| 2001 | The Same                          | O Vizinho                     | Curta-Metragem |
| 2001 | Member                            | Gianni                        | Curta-Metragem |
| 2001 | Short6                            | Gianni                        | Compilação de 6 curtas-metragens |
| 2001 | Blow Dry                          | Brian Allen                   | |
| 2001 | Town & Country                    | Tom Stoddard                  | |
| 2001 | Pearl Harbor                      | Cpt Danny Walker              | Nomeação — MTV Movie Award Melhor Desempenho Masculino Nomeação — Teen Choice Award de Melhor Ator Nomeação — Razzie Award de Pior Casal (partilhou com Ben Affleck)         |
| 2001 | O                                 | Hugo Goulding                 | |
| 2001 | Black Hawk Down                   | Staff Sergeant Matt Eversmann | Nomeação — Phoenix Film Critics Society Award - Melhor Elenco (partilhado com o elenco de Black Hawk Down) Nomeação — Teen Choice Award Melhor Ator de Drama/ Ação/ Aventura |
| 2002 | 40 Days and 40 Nights             | Matt Sullivan                 | Nomeação — Teen Choice Award de Melhor Química (partilhado com Shannyn Sossamon)                                                                                             |
| 2003 | Zéro Un                           | O Vizinho                     | Uma compilação de seis curtas-metragens apresentada por Luc Besson |
| 2003 | Hollywood Homicide                | K.C. Calden                   | |
| 2004 | Wicker Park                       | Matthew Simon                 | |
| 2005 | Stories of Lost Souls             | O Vizinho                     | |
| 2005 | Sin City                          | The Salesman                  | |
| 2005 | Mozart and the Whale              | Donald Morton                 | |
| 2006 | Lucky Number Slevin               | Slevin Kelevra                | Melhor Desempenho Masculino (empate com Peter Falk) - Festival de Cinema de Milão                                                                                            |
| 2006 | The Black Dahlia                  | Dwight "Bucky" Bleichert      | |
| 2007 | Stories USA                       | Gianni                        | |
| 2007 | Resurrecting the Champ            | Erik Kernan                   | |
| 2007 | 30 Days of Night                  | Sheriff Eben Oleson           | Nomeação — Teen Choice Award Melhor Ator, Terror/Thriller |
| 2008 | T Takes                           | Josh                          | Série Web |
| 2008 | August                            | Tom Sterling                  | |
| 2009 | I Come with the Rain              | Kline                         | |
| 2010 | Bunraku                           | The Drifter                   | |
| 2011 | Girl Walks into a Bar             | Sam Salazar                   | |
| 2011 | Stuck Between Stations            | Paddy                         | |
| 2013 | The Lovers                        | James Stewart/Jay Fennel      | |
| 2014 | Parts per Billion                 | Len                           | |
| 2015 | Wild Horses                       | KC Briggs                     | |
| 2017 | Oh Lucy!                          | John Woodruff                 | |
| 2017 | The Ottoman Lieutenant            | Jude                          | |
| 2017 | 6 Below: Miracle on the Mountain  | Eric LeMarque                 | |
| 2019 | She's Missing                     | Ren                           | |
| 2020 | Inherit the Viper                 | Kip Riley                     | |
| 2020 | Target Number One                 | Victor Malarek                | |
| 2020 | Valley of the Gods                | John Ecas                     | |
| 2021 | Wrath of Man                      | Dave "Boy Sweat" Hancock      | |
| 2021 | Ida Red                           | Wyatt Walker                  | |
| 2023 | Operation Fortune: Ruse de Guerre | Danny Francesco               | |
| 2023 | Oppenheimer                       | Ernest Lawrence               | |
| 2024 | Trap                              | Cooper                        | Protagonista |
|      |                                   |                               | |

### Televisão
| Ano       | Título                     | Papel                     | Notas                      |
| --------- | -------------------------- | ------------------------- | -------------------------- |
| 1997–1999 | Cracker                    | Michael "Fitz" Fitzgerald | 16 episódios, protagonista |
| 2014–2016 | Penny Dreadful             | Ethan Chandler            | Protagonista               |
| 2015      | Drunk History              | Clark Gable               | Episódio: "Miami".         |
| 2020      | Die Hart                   | Josh Hartnett             | 4 episódios                |
| 2020      | Paradise Lost              | Yates Forsythe            | Papel principal            |
| 2021      | Exterminate All the Brutes | White man                 | Minisséries; protagonista  |
| 2022      | The Fear Index             | Alexander Hoffmann        | Minissérie; Protagonista   |
| 2023      | Black Mirror               | David Ross                | Episode: "Beyond the Sea"  |

### Teatro
| Ano  | Título        | Papel           | Teatro         |
| ---- | ------------- | --------------- | -------------- |
| 2008 | 24-hour Plays | Main Man        | Old Vic        |
| 2008 | Rain Man      | Charlie Babbitt | Apollo Theatre |

### Produção
| Ano  | Título | Notas |
| ---- | ------ | ----- |
| 2008 | August |       |
| 2009 | Nobody |       |